# Шилов Сергій Володимирович
Сергі́й Володи́мирович Ши́лов (нар. 22 липня 1994 — пом. 5 грудня 2014) — солдат Збройних сил України, учасник російсько-української війни.

## Життєпис
Закінчив професійне технічне училище. У липні 2014 року вступив на контрактну службу в ЗСУ. Номер обслуги мінометного розрахунку, 93-тя окрема механізована бригада. У зоні АТО ніс службу з 11 серпня, після ротації 12 жовтня знову поїхав на Донбас.
Загинув 5 грудня 2014-го внаслідок обстрілу поблизу селища Піски Ясинуватського району. Тоді загинули майор Сергій Рибченко, молодший сержант Андрій Михайленко, старший солдат Роман Нітченко, солдати Сергій Шилов та Євген Капітоненко.
Тіло Сергія ідентифікували у Дніпропетровську в квітні. 8 травня 2015 року відбулося поховання у Приморську.
Без Сергія лишилися мама, молодший брат і сестра.

## Нагороди та вшанування
- Указом Президента України № 553/2015 від 22 вересня 2015 року, «за мужність, самовідданість і високий професіоналізм, виявлені у захисті державного суверенітету та територіальної цілісності України, вірність військовій присязі», нагороджений орденом «За мужність» III ступеня (посмертно)[1].
- Вшановується в меморіальному комплексі «Зала пам'яті», в щоденному ранковому церемоніалі 5 грудня[2][3].